# Utricularia punctata
Utricularia punctata — вид рослин із родини пухирникових (Lentibulariaceae).

## Біоморфологічна характеристика
Це багаторічна вільно підвішена у воді рослина. Ризоїди, мабуть, відсутні. Столони ниткоподібні, розгалужені. Пастки на листках, на коротких ніжках, широко-косо-яйцюваті, 1–2 мм. Листки численні на столонах, 2–6 см, розділені майже від основи на 2 чи 3 первинні сегменти. Суцвіття прямовисні, 6–20 см, 5–10-квіткові. Частка чашечки круглі, опуклі, 1–1.8 мм; нижня частка трохи менша. Віночок бузковий, фіолетовий чи білий, з жовтою плямою біля основи нижньої губи, 6–10 мм. Коробочка еліпсоїдна, ≈ 3 мм. Насіння по кілька в коробочці, лінзоподібне, ≈ 2 мм у діаметрі, край ширококрилий, крило неправильно-зубчасте.

## Поширення
Цей вид росте у південно-східній Азії (Китай, Індонезія, Малайзія, М'янма, Таїланд, В'єтнам).
Зростає в озерах, басейнах з повільно рухомими потоками, болотах і болотистих місцевостях.